# J.D. Tippit
J. D. Tippit (Annona Red River County, Texas, 18 de septiembre de 1924-Dallas, Texas; 22 de noviembre de 1963) fue un oficial de policía, con una antigüedad de once años en el Departamento de Policía de Dallas, Texas. Aproximadamente 45 minutos después del asesinato del presidente John F. Kennedy el 22 de noviembre de 1963, Tippit fue asesinado a tiros en un vecindario residencial en la sección Oak Cliff de Dallas. Oswald fue inicialmente arrestado como sospechoso del homicidio de Tippit pero más tarde como el asesino del presidente Kennedy. Oswald fue acusado de dos crímenes al momento de su arresto, rechazando ambas acusaciones. 
Antes de que fuera procesado por estos crímenes, fue asesinado dos días después de un disparo en el abdomen, mientras estaba en custodia en los sótanos de la policía, por el dueño de un club de burlesque llamado Jack Ruby el 24 de noviembre de 1963 y no sería procesado por ninguno de estos crímenes. El asesinato de Oswald fue visto en directo por televisión por millones de telespectadores ya que se estaba trasmitiendo su salida hacia los juzgados.

## Primeros años
Tippit nació cerca del pueblo de Annona en Red River County, Texas. Fue uno de los siete hijos (dos niñas y cinco niños) de Edgar Lee, un granjero y de Lizzie Mae Tipitt (de soltera, Rush). Las familias Tippit y Rush tenían ambas ascendencia inglesa y sus ancestros había emigrado a Virginia desde Inglaterra en 1635. A veces se ha informado que J.D. significaba "Jefferson Davis", pero en realidad las letras no significaban nada en particular. Tippit asistió a la escuela pública hasta el décimo grado y se crio como bautista, una fe que practicaría el resto de su vida. Ingresó como voluntario al ejército de los Estados Unidos el 21 de julio de 1944, y fue asignado al 513th Parachute Infantry Regiment (Regimiento de paracaidistas de la infantería) de la US 17th Airbone Division. Estuvo en combate en la Operación Varsity cuando las fuerzas aerotransportadas cruzaron el río Rin en marzo de 1945, obteniendo una Estrella de Bronce y permaneciendo activo hasta el 20 de junio de 1946.
Tippit se casó con su novia del instituto, Marie Frances Gasway el 26 de diciembre de 1946. La pareja tuvo tres hijos: Charles Allen (nacido en 1950) Brenda Kay (nacida en 1953) y Curtis Glenn (nacido en 1958). Ese mismo año, se fue a trabajar para Dearborn Stove Company. Su siguiente trabajo fue para Sears, Roebuck and Company en el departamento de instalación de marzo de 1948 a septiembre de 1949, cuando fue despedido. La pareja se mudó a Lone Star, Texas, donde Tippit intentó cultivar y criar ganado.

## Carrera
En enero de 1950, Tippit se enroló en una escuela de capacitación de veteranos de guerra en Bogata, Texas. Abandonó la escuela en junio de 1952. Después de varios reveses como granjero y ranchero, Tippit se decidió por ser oficial de policía. Se mudó con su familia a Dallas donde fue contratado por el Departamento de Policía de Dallas como patrullero en julio de 1952. Durante ese tiempo, el oficial Tippit fue dos veces reconocido por su valentía.
Al momento de su muerte, Tippit estaba asignado al vehículo n.º 10 de la policía de Dallas, tenía la placa n.º 848 y recibía un salario de 490 dólares al mes (equivalente a 3784 dólares actuales) como oficial de policía. Tenía también dos trabajos a tiempo parcial: en el restaurante Austin's Barbecue los viernes y sábados por las noches y en Stevens Park Theatre los domingos.

## Homicidio e investigación

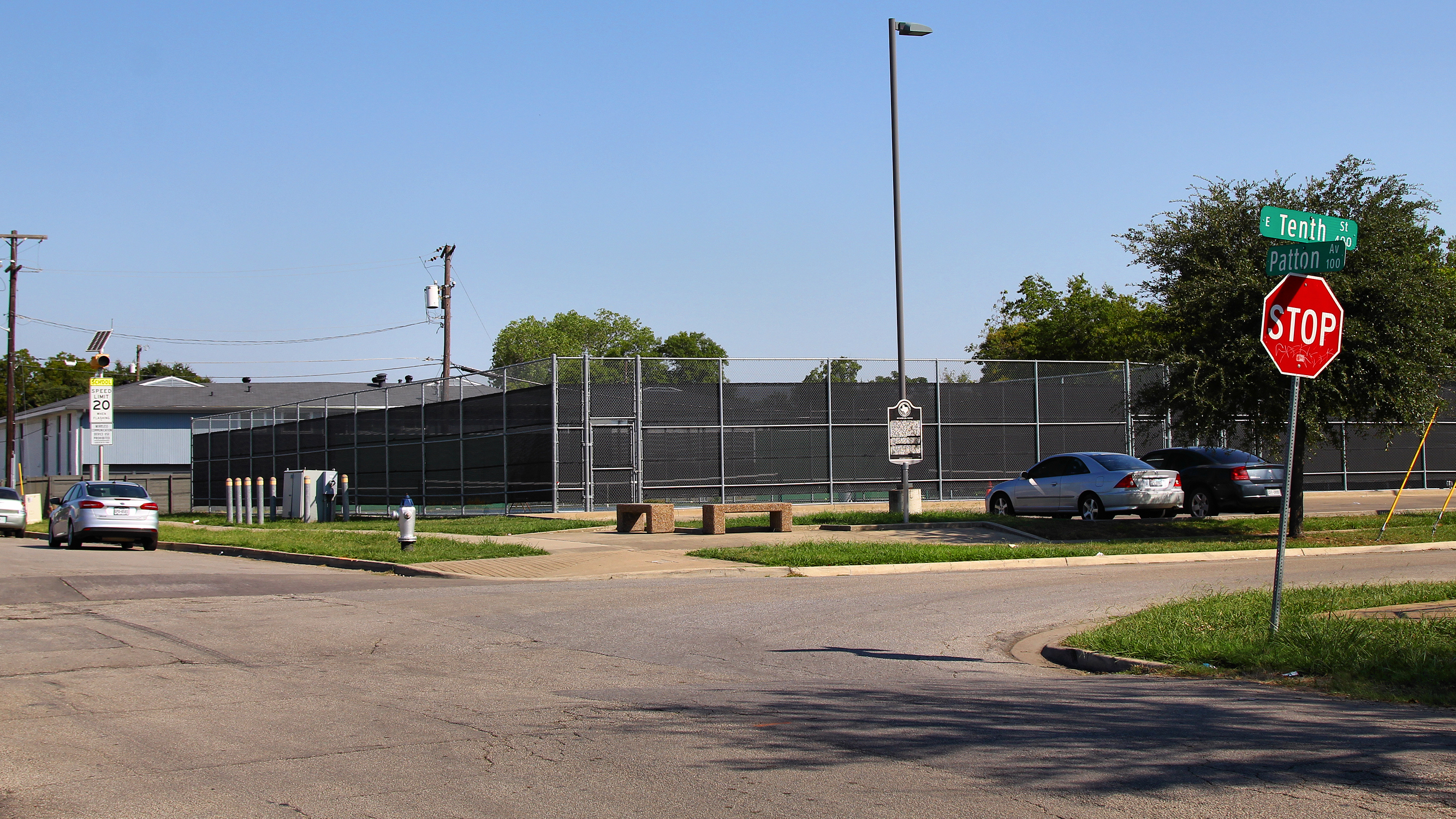
Esquina donde el agente J. D. Tippit fue asesinado por Lee Harvey Oswald.

El 22 de noviembre de 1963, J. D. Tippit estaba patrullando en su área normal del sur de Oak Cliff, un área residencial de Dallas. A las 12:45 p. m., 15 minutos después del asesinato del presidente Kennedy, Tippit recibió una orden por radio para que se moviera al área central de Oak Cliff como parte de una concentración de policías alrededor del centro de la ciudad. A las 12:54 p. m. Tippit indicó por radio que se había movido según las instrucciones. Para entonces se habían recibido varios mensajes donde se describía al sospechoso del magnicidio como un varón de raza blanca, delgado, de aspecto militar, de aproximadamente treinta años, 5 pies y 10 pulgadas de estatura (1,78 m) y con un peso aproximado de 165 libras (75 kg). Oswald era un varón de raza blanca, delgado, de aspecto militar, de 24 años, 5 pies y 9 pulgadas (1,75 m), y un peso estimado de 150 libras (68 kg) en la autopsia.
Aproximadamente a la 13:11-13:14 p. m. Tippit conducía lentamente hacia el este en East 10th Street - pasando la intersección de 10th Street y Patton Avenue - cuando vio a Oswald caminando hacia su auto; aparentemente intercambiaron unas palabras a través de la ventanilla abierta. Tippit abrió la puerta del auto y caminó hacia el frente del auto. Oswald sacó un arma y le disparó cinco veces en rápida sucesión, dos balas hirieron a Tippit en el tórax, una en el estómago, otra en su costado derecho y un disparo se perdió. El cuerpo de Tippit fue transportado de la escena del tiroteo por una ambulancia al Methodist Hospital, donde fue examinado por dos médicos, siendo declarado muerto a las 13:25 por el Dr. Richard A. Liguori. Oswald más tarde levantó sospechas al gerente de una zapatería al verlo "actuar sospechosamente" y muy nervioso cuando escuchó cerca las sirenas de la policía y entró al Texas Theatre sin comprar un billete de entrada. El taquillero avisó a la policía y esta rodeó el teatro. Oswald fue arrestado tras una breve lucha.
La Comisión Warren identificó a 12 personas que fueron testigos del tiroteo o sus consecuencias. Domingo Benavides vio a Tippit parado junto a la puerta izquierda de su coche patrulla estacionado, y un hombre estaba de pie en el lado derecho del auto. Escuchó los disparos y vio a Tippit caer al suelo. Benavides detuvo su camioneta pickup en el lado opuesto de la calle del auto de Tippit. Observó que el tirador huía de la escena, quitando el cartucho usado de su arma mientras se iba. Benavides esperó en su camioneta hasta que el pistolero desapareció de la vista antes de asistir a Tippit. Luego intentó informar del tiroteo a la jefatura de policía, usando la radio del coche patrulla de Tippit, pero no fue capaz. Fue su jefe, Ted Callaway, exmarine, el que supo usar la radio e informar, escuchando en respuesta que la policía ya lo sabía. Helen Markham también fue testigo del tiroteo, vio a un hombre con una pistola en la mano dejar la escena. Markham identificó a Lee Harvey Oswald como el asesino de Tippit en la ronda de reconocimiento policial esa noche. Barbara Davis y su cuñada Virginia Davis, escucharon los disparos y vieron a un hombre cruzar el césped, sacudiendo su revólver, como si estuviera vaciando los cartuchos utilizados. Las mujeres encontraron dos cartuchos cerca de la escena del crimen, tomaron los casquillos y los entregaron a la policía. Esa tarde, en una ronda de reconocimiento Barbara Davis y Virginia Davis identificaron a Oswald como el hombre que habían visto.
El taxista Williams Scoggins testificó que estaba sentado cerca en su taxi cuando vio el coche patrulla de Tippit detenerse junto a un hombre en la acera. Scoggins escuchó tres o cuatro disparos y vio a Tippit caer el suelo. Mientras se agachaba en el habitáculo de su taxi, el hombre pasó a unos doce pies de él, pistola en mano, murmurando algo como "pobre policía tonto" o "pobre policía". Al día siguiente, Scoggins fue a la policía y en una ronda de reconocimiento identificó a Oswald como el hombre que había visto con la pistola. Pero "Scoggins admitió que no fue testigo del tiroteo y que solo había visto al asesino huyendo, estaba oscuro y él se había agachado en la cabina de su auto cuando el hombre pasó cerca."
La Comisión también llamó a otros testigos que no estaban en la escena del crimen, pero que identificaron a Oswald corriendo entre la escena del homicidio y el Texas Theater, cuando Oswald fue arrestado posteriormente. Cuatro casquillos fueron encontrados en la escena por testigos. Fue un testimonio unánime de testigos expertos de la Comisión Warren que los casquillos disparados eran del revólver de Oswald, eliminando otro tipo de armas.
Después de su arresto y del interrogatorio por la policía, Lee Harvey Oswald negó estar involucrado en el asesinado de Tippit. Basado en testigos y al arma encontrada en posesión de Oswald al momento de su arresto, se le acusó del homicidio de J. D. Tippit a las 19:10 p. m. del 22 de noviembre de 1963. Durante el transcurso del día, la policía empezó a sospechar que Oswald también estaba involucrado en el tiroteo del presidente Kennedy. Aproximadamente a la 1:00 p. m. del 23 de noviembre, Oswald también fue acusado del asesinato del presidente John F. Kennedy. Oswald mantuvo su inocencia al respecto de ambos homicidios. Al mediodía del 24 de noviembre, mientras era trasladado de la cárcel de la ciudad de Dallas a la cárcel del condado de Dallas, Lee Harvey Oswald recibió un disparo en el abdomen por el dueño de un club nocturno de Dallas, Jack Ruby. El disparo fue visto en directo a través de la televisión por millones de personas en los Estados Unidos.
Como Oswald fue asesinado antes de que fuera juzgado por su crimen el presidente Lyndon B. Johnson ordenó investigar a una comisión de senadores, congresistas y estadistas los eventos sucedidos alrededor de las muertes del presidente Kennedy, del agente Tippit y de Oswald en un esfuerzo por aclarar las preguntas surgidas alrededor del suceso. El presidente Johnson tenía la esperanza de que los rumores acerca del asesinato de Oswald por Jack Ruby así como los tiroteos posteriores formaran parte de una conspiración. El comité, conocido como la Comisión Warren (nombrada por el jefe de la Comisión y Jefe de la Suprema Corte de Justicia Earl Warren), investigó durante diez meses los homicidios y entrevistaron a los testigos. El 24 de septiembre de 1964, la Comisión Warren emitió su informe de 888 páginas en donde concluyeron que no había evidencia de conspiración y que Lee Harvey Oswald había actuado solo en el asesinato del presidente Kennedy y del agente de policía Tippit. El informe también concluyó que Jack Ruby había actuado solo en el asesinato de Lee Harvey Oswald.
En 1979, el House Select Committee on Assasinations de la Cámara de Representantes informó: "Basados en la posesión de Oswald del arma homicida en un corto tiempo después del homicidio y que los testigos identificaron a Oswald como el pistolero, el comité concluyó que Oswald disparó y asesinó al agente Tippit".

## Teorías de la conspiración
Algunos investigadores han alegado que el homicidio del oficial Tippit fue parte de una conspiración para asesinar al presidente Kennedy, implicando que no podía ser coincidencia que los dos asesinatos ocurrieran tan juntos. Su asesinato es frecuentemente nombrado como la "Piedra Rosetta" por los críticos del asesinato de Kennedy. Algunos críticos han referido que Oswald le disparó a Tippit porque era una evidencia física y un testigo que no podría sostener esta conclusión. Jim Mars en su hipótesis menciona "que el asesinato del agente J. D. Tippit pudo haber tenido un papel importante en el esquema que tenía el asesino Oswald, para eliminar a un co-conspirador como Tippit, o simplemente enojar a la policía de Dallas y causar "dedos inquietos en los gatillos". Otro investigador, James Douglas dijo que: "el asesinato de Tippit ayudó a motivar a la policía de Dallas a detener al asesino armado que era Oswald en el Texas Theater, y que podría ser considerado un "chivo expiatorio" antes que pudiera protestar por su acusación". Harold Weisberg ofrece una explicación simple: "Inmediatamente el endeble caso de la policía contra Oswald requería de una complacencia para su credibilidad. Esto suministró oxígeno al asfixiante caso de Oswald con el epíteto de "asesino del policía".
A pesar de la rapidez de los testigos que identificaron a Oswald en el tiroteo, algunos críticos sostienen y afirman que Oswald no fue el asesino de Tippit. Refutan discrepancias entre los testimonios de los testigos y evidencia física cuando fueron llamados por la Comisión y las conclusiones. De acuerdo a Jim Marrs, Oswald fue culpado como el asesino del presidente Kennedy, pero habría un "cuerpo creciente de evidencias que sugieren que el no asesinó a Tippit". Otros dicen que otros hombres estuvieron directamente involucrados en el asesinado de Tippit. La investigación de una conspiración emitida por Kenn Thomas fue refutada porque la Comisión Warren omitió el testimonio y evidencia de dos hombres que le habían disparado a Tippit y que uno de ellos estaba a la izquierda de la escena en un auto. Sterling Harwood sugirió que Tippit pudo haber tenido un papel en la conspiración para matar a Kennedy o el silencio de Oswald, dado que no hay otra razón para que un experimentado oficial como Tippit fallara en avisar e informar de un sospechoso huyendo con la descripción del asesino de Kennedy antes de enfrentar al sospechoso.
En la tarde del asesinato, tanto el procurador general Robert F. Kennedy como el nuevo presidente, Lyndon B. Johnson, llamaron a la viuda de Tippit para expresar sus condolencias. Jacqueline Kennedy le escribió una carta expresando el dolor por el vínculo que compartieron. A la familia de Tippit le fueron donados 647 579 dólares tras su asesinato. Uno de los donantes más grande de manera individual fueron 25 mil dólares del hombre de negocios Abraham Zapruder a Francis Tippit después de vender su película del asesinato del Presidente Kennedy a la revista Life.
El funeral de J. D. Tippit fue realizado el 25 de noviembre de 1963 en la Beckley Hills Baptist Church, seguido del entierro en el Laurel Land Memorial Park en Dallas. Su funeral fue celebrado el mismo día que el del presidente Kennedy y el de Lee Harvey Oswald.
En enero de 1964, Tippit recibió de manera póstuma la Medalla al Valor del Salón de la Fama de la Policía Estadounidense, la Cruz de la Policía y la Citizens Traffic Commission Award of Heroism. Una placa conmemorativa del oficial Tippit fue desvelada el 20 de noviembre de 2012 en el sitio en donde ocurrió el tiroteo.
La viuda de Tippit se casó posteriormente con el teniente de policía de Dallas, Harry Dean Thomas, en enero de 1967. Estuvieron casados hasta su muerte en 1982. Luego Marie Tippit se casó con Carl Flinner, pero el matrimonio terminó en divorcio. Después de esto, Marie continuó utilizando el apellido Tippit.

### En cine
En películas, Tippit ha sido interpretado por Price Carson en JFK de 1991 y por David Duchovny en 1992. Jack Ruby también fue interpretado por Matt Micou en la serie dramática de televisión Killing Kennedy (Matando a Kennedy)

## Nota
1. ↑  "J.D." era su primer nombre, no una abreviatura de "Jefferson Davis" como aseguran algunas fuentes.